# نومه
نومه (بالنرويجية: Nome)‏ بلدية في مقاطعة تلمارك، النرويج. تعد جزءاً من منطقة وسط تلمارك التقليدية. المركز الإداري للبلدية هي قرية أوليفوس. تم إنشاءه بعد دمج بلديتي لونده وهولا في 1 يناير 1964. تتكون نومه من عدة قرى بما فيها لونده، أوليفوس، هلغن وسفينسايد.